# Alla Bayanova
Alla Nikolayevna Bayanova (en ruso, Алла Николаевна Баянова; Kishinev, 18 de mayo de 1914 – 30 de agosto de 2011) fue una cantante melódica rusa, comparada en ocasiones con Édith Piaf por su estilo dramático.

## Biografía
Bayanova nació en Kishinev y era hija de un cantante de ópera, que se trasladó a París en 1918 después de que Besarabia se uniera a Rumanía. Debutó en los escenarios como ayudante de su padre en 1923 a los nueve años. En 1927, comenzó a hacer sus propios solos. Alcanzó gran popularidad en su carrera cuando asistió al famoso espectáculo de Alexander Vertinsky en el restaurante Hermitage, Montmartre. Dos años después, su familia se trasladó a Belgrado, mientras ella hacía giras por Alemania, Grecia, y Egipto.
En 1931, conoció a Pyotr Leshchenko, un destacado cantante ruso de la época, que la ayudó a unirse al Pabellón Ruso en Bucarest. Se casó con el aristócrata local, George Ypsilanti y grabó numerosos discos de tango. Después de su divorcio de Ypsilanti, firmó un contrato con la discográfica polaca "Syrena-Electro".
En marzo de 1941, Bayanova fue arrestada por los autoridades rumanas e internada en un campo de concentración por haber cantado en lengua rusa. Aunque fue liberada en mayo de 1942, fue mantenida en vigilancia hasta el fin de la guerra. En la década de los 60 y 70, aún vivía en Rumanía y grabó ocho discos. El gobierno de Nicolae Ceaușescu, de todas maneras, la presionó para que marchara a la Unión Soviética en 1988. Se estableció en Moscú, haciendo apariciones ocasionales en la televisión rusa. Bayanova fue honorada como Artista del Pueblo de la URSS y celebró su 80.º aniversario de carrera en 2003. En 2004, cantó en un concierto para celebrar sus 90 años. Su último trabajo fue una colaboración con Marc Almond en el álbum de 1993 Heart on Snow. En 2003 Bayanova recibió una estrella en la Plaza de las Estrellas de Moscú.
Murió el 30 de agosto de 2011 a los 97 años a causa de un cáncer. Al conocerse su muerte, el entonces presidente ruso Dmitry Medvedev comentó: “Su vida estuvo dedicada al alto propósito de traer alegría a la gente a través de la interacción con el verdadero arte. Bayanova tenía una voz rara y hermosa, y su maestría y sus sinceras interpretaciones de canciones rusas le ganaron reconocimiento en todo el mundo.”